# کریستف راجر-واسلین
 کریستوف راجر-واسلین (انگلیسی: Christophe Roger-Vasselin؛ زاده ۸ ژوئیهٔ ۱۹۵۷) یک تنیس‌باز اهل فرانسه است.